# 1285년

## 연호
- 원(元) 지원(至元) 22년
- 일본(日本) 고안(弘安) 8년
- 쩐 왕조(陳朝) 티에우바오(紹寶) 7년 / 쭝흥(重興) 원년

## 기년
- 원(元) 세조(世祖) 26년
- 고려(高麗) 충렬왕(忠烈王) 11년
- 쩐 왕조(陳朝) 인종(仁宗) 7년

## 사건
- 일연의 《삼국유사》가 완성되다.
- 고려, 귀화부곡(歸化部曲)으로 강등되었던 밀양이 다시 밀성군(密城郡)이 되었다.

## 탄생
- 4월 9일 - 원나라의 4대 황제 원 인종(仁宗). (~1320년)

### 미상
- 영국의 철학자 오컴의 윌리엄. (~1347년)

## 사망
- 1월 7일 - 샤를 당주 (카를루 1세) (나폴리, 시칠리아)

## 참고 문헌
- 《세종실록 지리지》(世宗實錄地理志) 〈지리지 > 경상도 > 경주부(慶州府) > 밀양 도호부(密陽都護府)〉